# Plectiscus impurator
Plectiscus impurator är en stekelart som beskrevs av Johann Ludwig Christian Gravenhorst 1829. Plectiscus impurator ingår i släktet Plectiscus och familjen brokparasitsteklar. Arten är reproducerande i Sverige. Inga underarter finns listade i Catalogue of Life.